# Haliclona scyphanoides
Haliclona scyphanoides är en svampdjursart som först beskrevs av Jean-Baptiste Lamarck 1813.  Haliclona scyphanoides ingår i släktet Haliclona och familjen Chalinidae. Inga underarter finns listade i Catalogue of Life.